# Mistrovství Evropy juniorů ve vodním pólu 1990
Mistrovství Evropy juniorů do 20 let ve vodním pólu za rok 1990 proběhlo ve Varně, Bulharsko ve dnech 8. až 15. července 1990. Československo získalo na tomto mistrovském turnaji historicky první velkou stříbrnou medaili.

## Československá stopa
V nominaci byli hráči ročník 1971, 1972 a mladší. Jádro týmu tvořili převážně hráči TJ Červená hviezda Košice a TJ Slávia UK Bratislava. Radovan Lukáč z TJ Červená hviezda Košice, Marian Mihálka z TJ CHZWP Nováky, ? Černohorský TJ Červená hviezda Košice, Maroš Terezka z TJ Červená hviezda Košice, František Fabíny z TJ Červená hviezda Košice, Jozef Theiner z TJ Červená hviezda Košice, Július Iždinský z TJ Slávia UK Bratislava, Karol Schmuck III. z TJ Slávia UK Bratislava,  Pavol Dinžík  z TJ Slávia UK Bratislava, Tomáš Petrovič  z TJ Slávia UK Bratislava, Eduard Balúch  z TJ Slávia UK Bratislava, Milan Šagát z TJ Slávia Slovšport Prešov a Daniel Kuchárik z TJ CHZWP Nováky. Trenéři reprezentace byli Vladimír Prelovský a Vlastimil Kratochvíl.
zápasy ve skupinách:
- TCH – URS 9:7 (2:2, 1:2, 3:2, 3:1), branky TCH: Karol Schmuck III. 3, Pavol Dinžík 2, Černohorský 2, Terezka 1, Eduard Balúch 1
- TCH – FRG 9:8 (1:1, 3:3, 3:2, 2:2), branky TCH: Pavol Dinžík 4, Karol Schmuck III. 1, František Fabíny 1, Július Iždinský 1, Milan Šagát 1, Eduard Balúch 1
- TCH – SWE 15:3 (4:0, 2:0, 4:2, 5:1), branky TCH: Pavol Dinžík 4, Karol Schmuck III. 3, Július Iždinský 3, Daniel Kuchárik 2, František Fabíny 1, Tomáš Petrovič 1, Terezka 1
- TCH – BEL 11:4 (3:0, 2:1, 2:2, 4:1), branky TCH: Július Iždinský 3, Černohorský 3, Pavol Dinžík 2, Petrovič 1, Karol Schmuck III. 1, Terezka 1
- TCH – ESP 7:6 (2:1, 2:2, 0:2, 3:1), branky TCH: Pavol Dinžík 2, Eduard Balúch 2, Černohorský 1, Július Iždinský 1, Terezka 1
- TCH – HUN 5:12 (1:2, 1:5, 0:3, 3:2), branky TCH: Karol Schmuck III. 2, Pavol Dinžík 1, Šagát 1, Eduard Balúch 1

semifinále:
- TCH – BUL 9:8 (2:0, 2:3, 1:2, 2:2, nastavení 1:1, náhla smrt 1:0), branky TCH: Pavol Dinžík 5, Karol Schmuck III. 2, Eduard Balúch 2

finále:
- TCH – YUG 5:7 (0:1, 3:3, 2:2, 0:1), branky TCH: Karol Schmuck III. 1, Černohorský 1, Terezka 1, Šagát 1, Eduard Balúch 1

Československo se na turnaj mistrovství Evropy juniorů do 20 let připravilo svědomitě. Po úvodní výhře nad favorizovaným Sovětským svazem a Německem si mohl tým trenéra Kratochvíla dovolit porážku s Maďarskem a přesto skupinu B vyhrál. V semifinále se Československo utkalo s druhým týmem skupiny A, domácím  Bulharskem. Infarktový zápas plný zvratů skončil po regulerní hrací době nerozhodně, poté co 2 sekundy před koncem vyrovnal na 6:6 Eduard Balúch. V prodloužení 2×3 minuty se situace obrátila, Československo se brankou Karola Schmucka dostalo do vedení 7:6, ale soupeř 2 sekundy před koncem srovnal na 7:7. Semifinále tak rozhodovala náhlá smrt, tedy kdo dá první branku vítězí. Šťastnějším týmem bylo Československo, za který dal vítěznou branku Pavol Dinžík. Finálový zápas proti Jugoslávii hrálo Československo opět výborně. Krátce dokonce vedlo 2:1, ale v závěru se potvrdila síla hlavního favorita turnaje. Jugoslávie vyhrála 7:5 a Československo dosáhlo historicky největšího úspěchu na mezinárodní scéně.

## Medailisté
| Muži | Zlato | Stříbro | Bronz |
| ---- | --- | --- | --- |
| Tým  | Jugoslávie (YUG) (Dragan Jovanović, Igor Petrić, Vlada Vujasinović, Ratko Štritof, Elvis Fatović, Željko Vičević, Albert Pavlović, Vlado Filipović, Zoran Pantelić, Veljko Uskoković, Žarko Petrović, Alen Bošković, Dario Kobešćak, Radovan Milinić, Krištof Štromajer) | Československo (TCH) (Radovan Lukáč, Július Iždinský, Pavol Dinžík, Karol Schmuck III., Eduard Balúch, František Fabíny, Jozef Theiner, Daniel Kuchárik, Maroš Terezka, Milan Šagát, Jiří Černohorský ml. nebo Jan Černohorský, Tomáš Petrovič Marian Mihálka) | Maďarsko (HUN) (László Bólya, Zsolt Németh, Tibor Benedek, Ferenc Berezvai, Ferenc Faragó, Lajos Gebauer, János Konrád, István Magyar, Péter Molnár, Attila Monostori, Gábor Szabó, Zoltán Szabó, Nándor Tari, Tibor Török, Zsolt Varga) |